# The Quebec Mercury
Pour les articles homonymes, voir Mercury.
The Quebec Mercury était un journal quotidien anglophone distribué essentiellement à Québec durant le XIXe siècle. Le quotidien fut publié de 1805 à 1903. Le fondateur et éditeur du journal, Thomas Cary, respectait le lien de l'union coloniale entre le Canada et le Royaume-Uni. Le journal représentait les intérêts économiques et politiques des marchands anglophones. The Quebec Mercury était un journal partisan conservateur, puisqu'il était d'accord avec les idéaux d'assimilation des Canadiens français et de défrancisation de la colonie. Cary voyait la montée de la classe moyenne francophone et la majorité française à l'Assemblée comme étant une menace pour les commerçants anglophones. D'ailleurs, le fils de fondateur, Thomas Cary fils, fit partie de l'équipe en tant que typographe dès 1805, puisque celui-ci était plus intéressé par la vie et le travail que par les études.
Le tout premier numéro du journal est paru exactement le 5 janvier 1805. Le journal puisait ses informations majoritairement des journaux anglais et s'intéressait davantage aux nouvelles étrangères qu'aux nouvelles locales, cependant il y avait toujours de la place pour celles-ci. Cependant, le journal était bondé de publicité. Celle-ci couvrait plus de la moitié du journal.
11 ans après la fondation du journal, soit en 1816, The Quebec Mercury passe à publication deux fois par semaine, délaissant la fonction hebdomadaire derrière lui. Également, c'est en 1823 que Thomas Cary fils prit les reines du journal après l'annonce que son père, Thomas Cary père, prenant officiellement sa retraite. Par la suite, George-Paschal Desbarats, un homme d'affaires du Bas-Canada, devint copropriétaire du journal The Quebec Mercury entre 1828 et 1848. C'est d'ailleurs à partir de ce moment-là que la haine envers les Canadiens français perpétuée par le journal se réduisit.
The Quebec Mercury fut le rival du journal francophone Le Canadien, fondé l'année suivante, en 1806. Puisque The Quebec Mercury défendait l'idéologie du Parti Britannique, il est donc vraisemblable que son rival, Le Canadien, défendait l'idéologie du Parti canadien.